# 眉山站
眉山站是一个成昆线上的铁路车站，位于四川省眉山市东坡区，目前为三等站，邮政编码为614215。目前客运：办理旅客乘降；行李、包裹托运；车站是眉山市主要的货运站，办理整车货运、集装箱、液体罐式集装箱发到，货源辐射眉山市及夹江县、洪雅县、仁寿县、丹棱县、彭山县、青神县、雅安市等地。眉山站曾经为成都铁路局管辖的中心站，下辖彭山、太和、鲜滩、思濛5个车站，后建制合并至成都车务段。
眉山站建于1965年，1991年为配合成昆铁路电气化工程，车站对站场进行改造，新建到发线和粮食专用线各1条。2002年车站重建站房，并对货场进行扩能改造。作为成昆铁路成都至峨眉段扩能改造工程的一部分，峨眉站于2016年对站场进行扩建工程，同时将既有站台改造为高站台。

## 车站结构

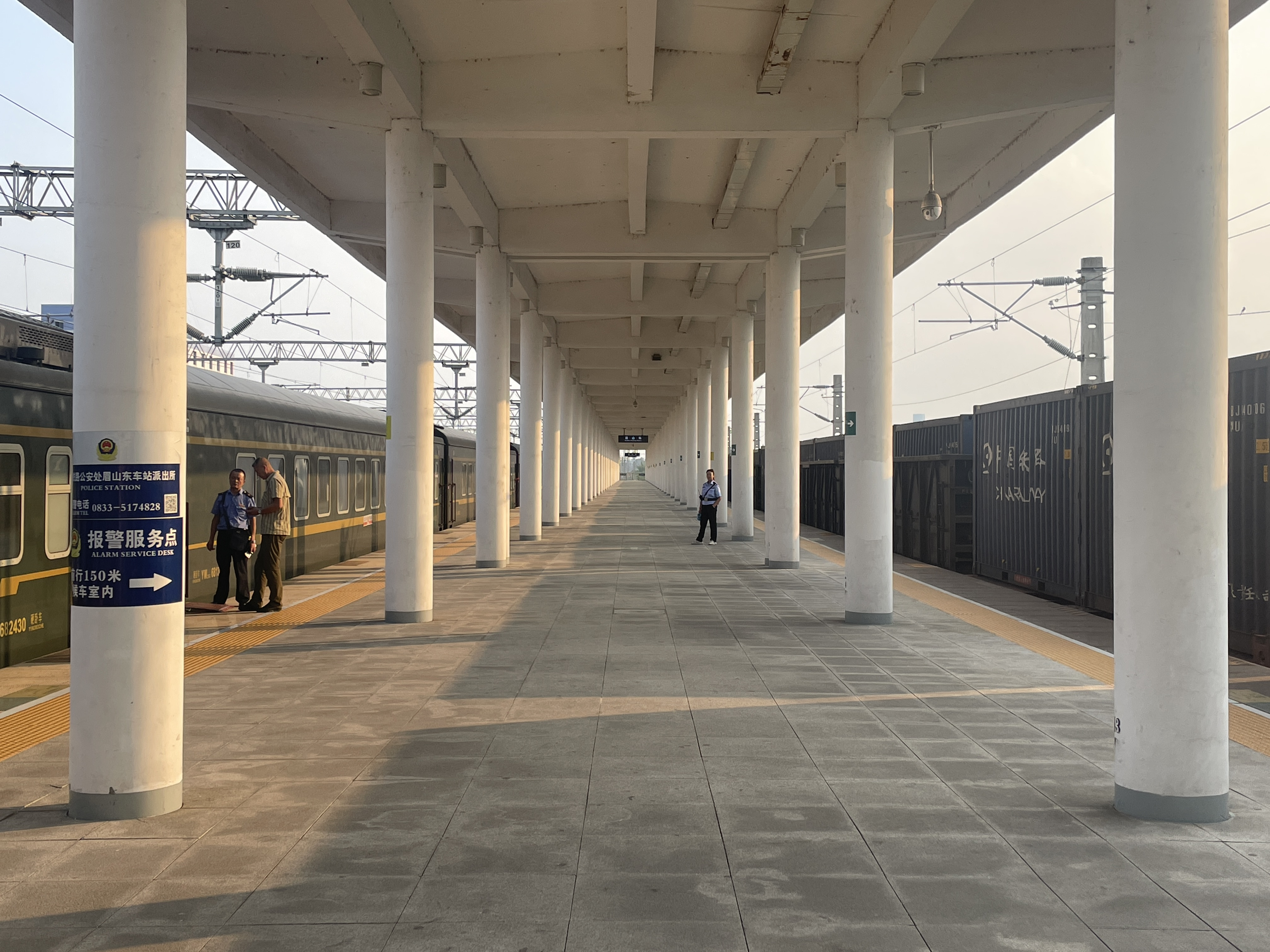
车站站台

眉山站目前使用的站房于2002年2月投入使用，面积3000平方米，内设有东坡文化服务台。车站设有6条股道（含2条正线）；车站货场面积17057平方米，其中仓库面积9660平方米，设有3条货物线，2条金象化工园装卸线，并设有通往眉山国家粮食储备库和东坡区省粮食储备库的专用线。
|          | 车站货场                     |
| 3站台    | 成昆铁路往成都方向（太和站） |
| 岛式站台 |                              |
| 2站台    | 成昆铁路往成都方向（太和站） |
| 正线     | 成昆铁路 上行列车            |
| 正线     | 成昆铁路 下行列车            |
| 到发线   | 成昆铁路 列车                |
| 1站台    | 成昆铁路往昆明方向（鲜滩站） |
| 侧式站台 |                              |